# Kurs

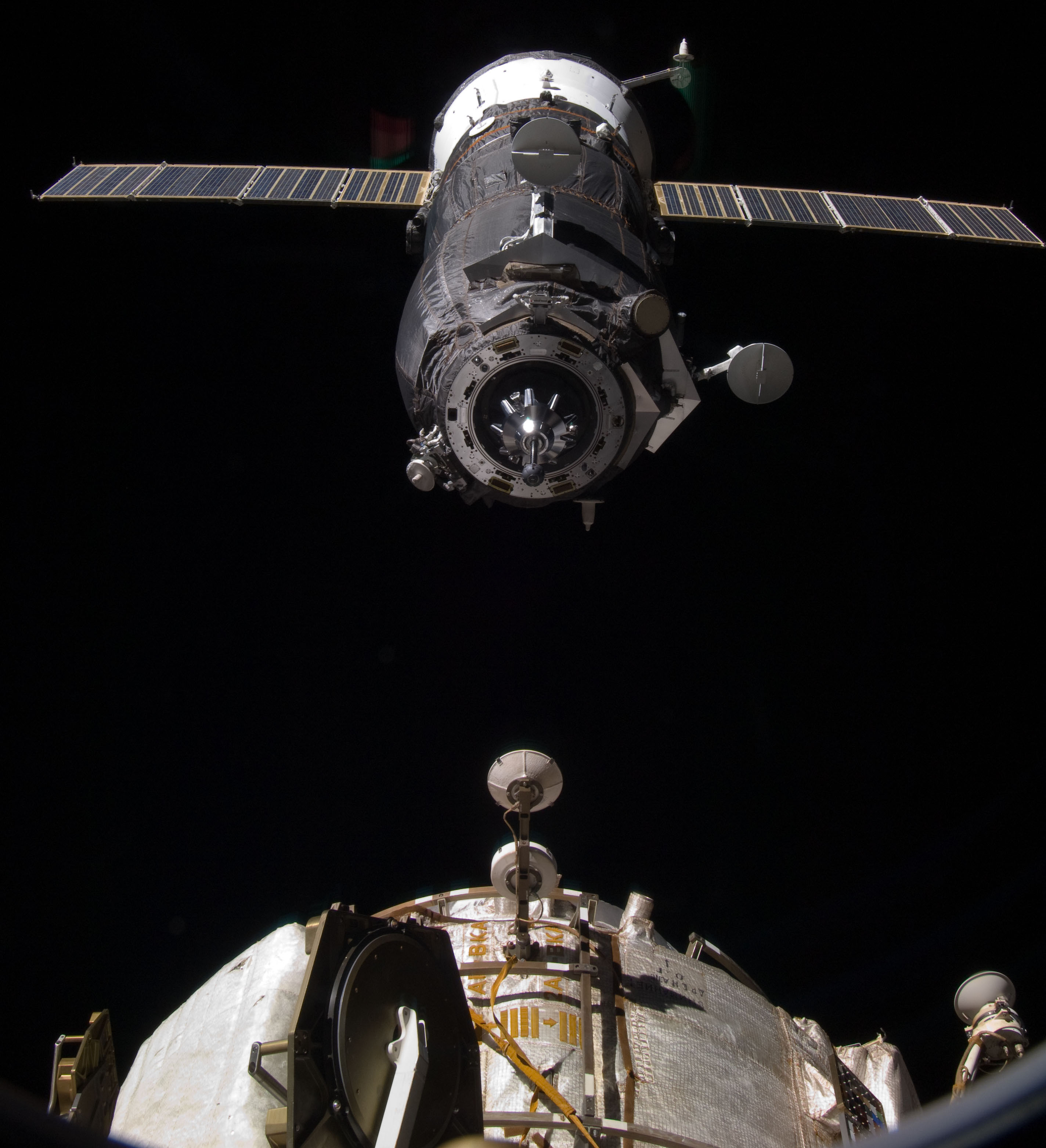
O veículo Progress e módulo Pirs usando o sistema Kurs-A de acoplamento.

Kurs (em russo:  Курс) é um sistema de radiotelemetria usado para o acoplamento de espaçonaves no programa espacial russo.
Desenvolvido e fabricado desde os anos 1980, o sistema é usado como guia de navegação para as naves espaciais russas como as Soyuz e Progress.
O Kurs foi o sistema responsável por todas as acoplagens automáticas feitas por estas naves na antiga estação espacial Mir e na Estação Espacial Internacional.
Quando usado para acoplamento, o sistema instalado nas naves envia um pulso de radar de múltiplas antenas. A variação de intensidade entre esta antenas, permite ao sistema calcular posição relativa, altitude e ângulo de aproximação.
Criado para encontros e acoplagens automáticas no espaço, o Kurs também permite a acoplagem manual feita pelos cosmonautas das naves ou da ISS em situações de emergência.
Após a dissolução da URSS em 1991, o Kurs, fabricado em Kiev, passou a ser propriedade da Ucrânia e seu fabricante um competidor no negócio de tecnologia espacial com a própria agência espacial russa - Roskosmos.
O sistema, apesar do alto custo, é reutilizável. Após as naves acoplarem com a ISS, a tripulação o remove das naves e o guarda a bordo da estação, sendo retornado à Terra nos ônibus espaciais para exame, renovação e reutilização em futuras missões espaciais.